# Krikščionių partija
Krikščionių partija („Christenpartei“, kurz KP) war eine politische Partei in Litauen. Sie entstand 2010 aus Krikščionių konservatorių socialinė sąjunga und Lietuvos krikščioniškosios demokratijos partija. 2013 fusionierte sie mit Darbo partija.

## Mitglieder im Seimas (bis 2012)
- Linas Karalius
- Ligitas Kernagis
- Vytautas Kurpuvesas
- Donalda Meiželytė Svilienė
- Aleksandr Sacharuk
- Zita Užlytė
- Vidmantas Žiemelis